# 伊丽莎白堡宫
伊丽莎白堡宫（德语：Schloss Elisabethenburg）位于迈宁根老城西北，威拉河畔，建于1682至1692年间，在1918年前是萨克森-迈宁根公爵的住所，以公爵夫人伊丽莎白·艾蕾诺尔命名。现在用作迈宁根博物馆、咖啡馆、旅馆和城市档案馆。

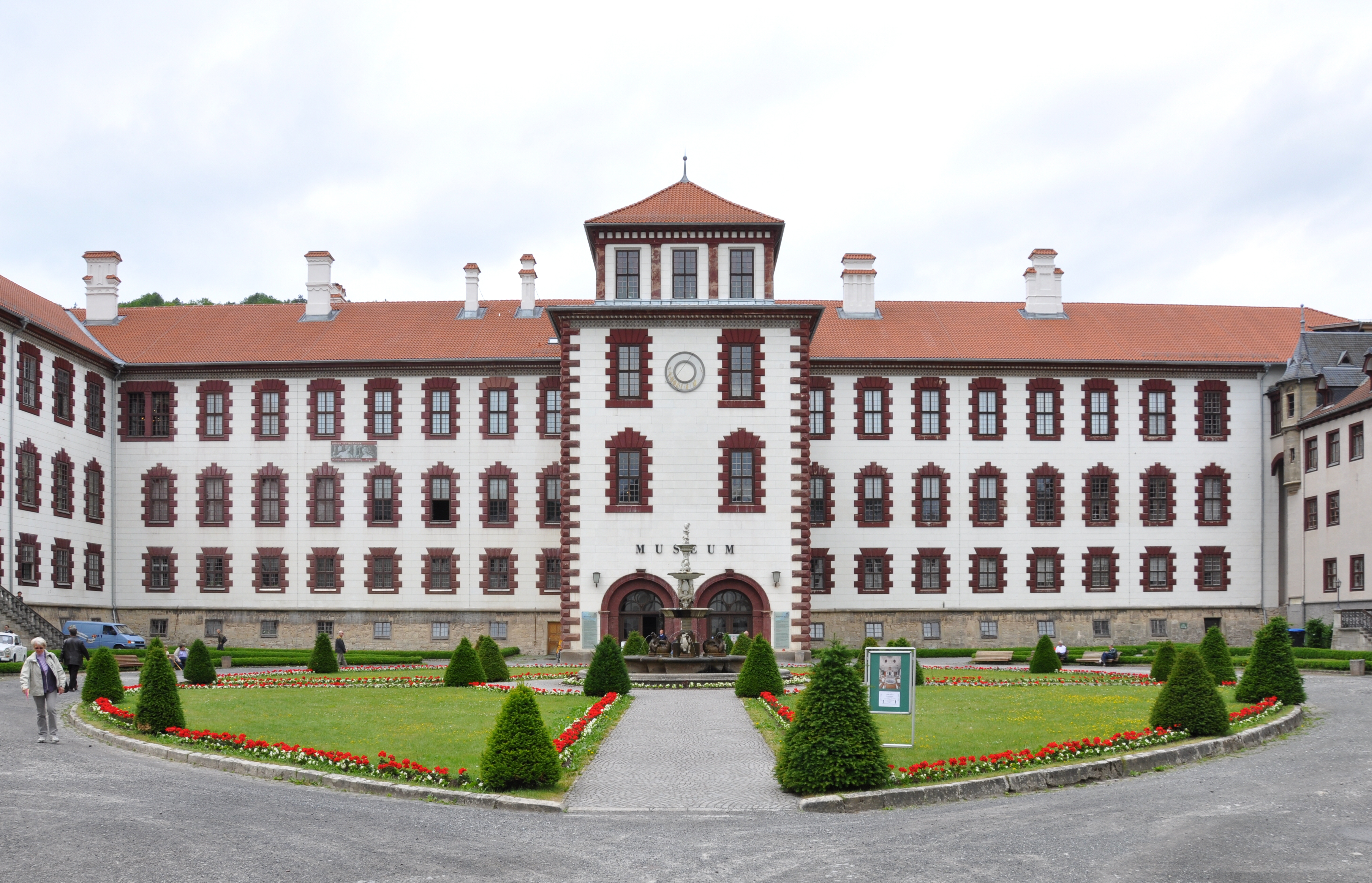
博物馆
市政厅
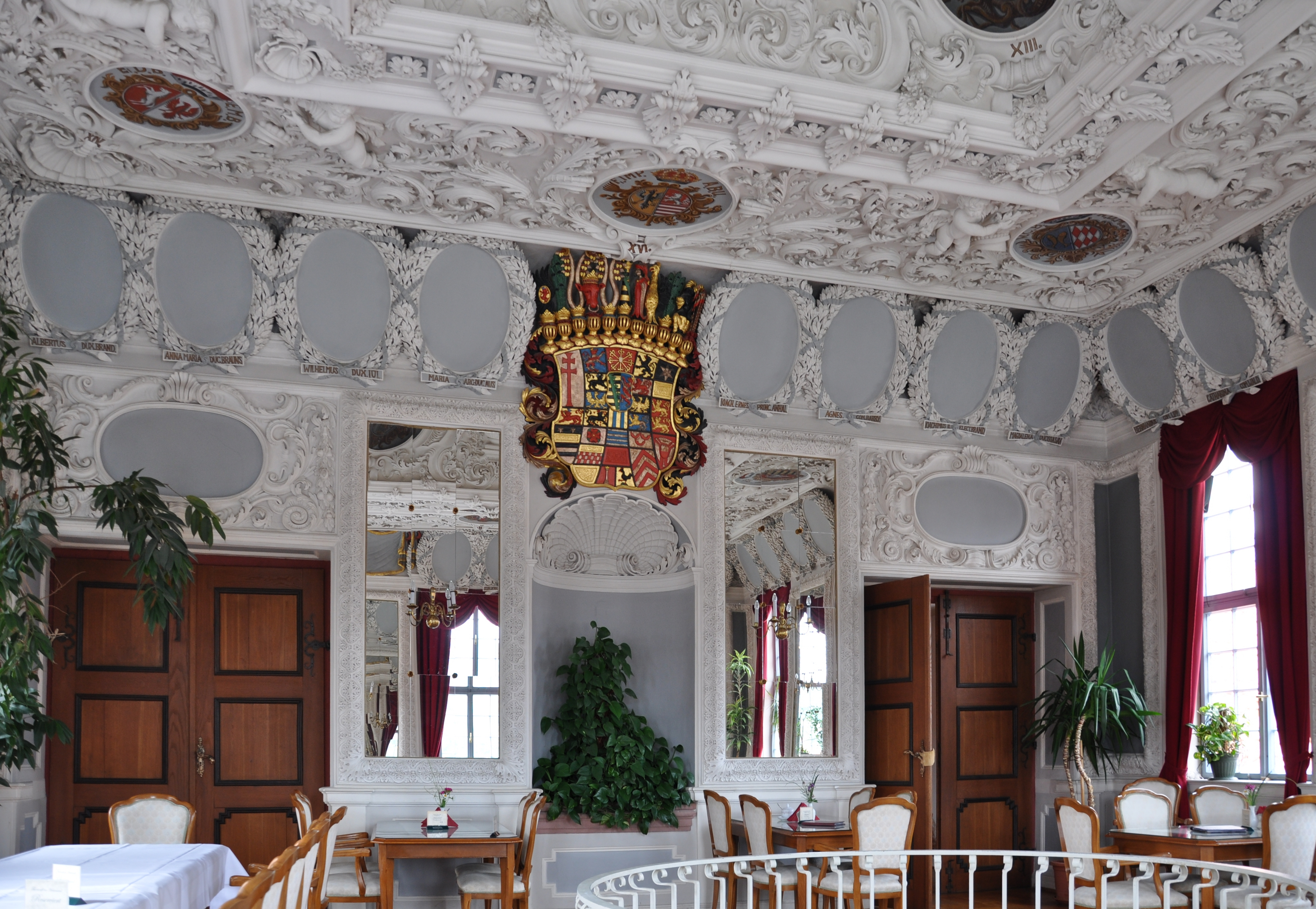
黑森厅（咖啡厅）